# Військовий рабинат
Військовий рабинат (івр. חיל הרבנות הצבאית) — одне зі структурних формувань Армії оборони Ізраїлю, що забезпечує релігійні потреби солдатів, в першу чергу євреїв, але й неєвреїв, та приймає рішення з питань релігії.
Військовий рабинат очолюється головним військовим рабином, офіцером АОІ, звання якого зазвичай «Тат-алуф» (це саме, що бригадний генерал).

## Завдання
Військовий рабинат — це орган, відповідальний за всі релігійні установи в Армії оборони Ізраїлю. У кожній бригаді, дивізії, штабі, а також на тренувальних або регулярних військових базах є свої військові рабини, на яких покладено відповідальність за забезпечення виконання релігійних служб, зокрема, вони відповідають за кашрут кухні, утримання синагоги та її інвентар. Військовослужбовці можуть звернутися до представників рабинату з проханням провести церемонію одруження, а також провести брит-мілу.

## Історія
Військовий рабинат був заснований у 1948 році рабином Шломо Гореном, який очолював його до 1968 року. До 2000 року головні військові рабини мали тенденцію залишатися у своїх постах протягом значного періоду часу. Після рабина Горена, з 1968 до 1977 року, головним військовим рабином був рабин Мордехай Пірон. З 1977 по 2000 рік посаду обіймав рабин Гаді Навон.
Рабин Ісраель Вайс був призначений четвертим головним військовим рабином і обіймав цю посаду в період з 2000 до 2006 року. Вайс вніс багато змін у політику військового рабинату, у тому числі він надав солдатам набагато більший доступ до послуг рабинату, розширив відносини рабинату з релігійними солдатами та розробив метод пізнання полеглих солдатів. Вайс був головним рабином під час відходу з Гази у 2005 році та відповідав за перенесення 48 могил з цвинтаря Гуш-Катіф. За це його  критикували та нападали супротивники розмежування.

## Список головних військових рабинів
| Ім'я           | Період      | Коментарі                      |
| Шломо Горен    | 1948–1971   | Пізніше головний рабин Ізраїлю |
| Мордехай Пірон | 1968 — 1977 |                                |
| Гаді Навон     | 1977 — 2000 |                                |
| Ісраель Вейс   | 2000 — 2006 |                                |
| Авіхай Ронецкі | 2006 — 2010 |                                |
| Рафі Перец     | 2010 — 2016 |                                |
| Еяль Карім     |             |                                |